# Центр біорізноманіття «Натураліс»
Центр біорізномані́ття «Натура́ліс» — національний природничий музей і дослідницький центр біорізноманіття, розташований у голландському місті Лейден. Був створений 28 січня 2010 року шляхом злиття трьох музеїв: Зоологічного музею Амстердама, Національного Гербарію Нідерландів та лейденського Музею природничої історії. Спочатку називався Нідерландським центром біорізноманіття, а влітку 2012 року отримав сучасну назву.

## Історія
9 серпня 1820 року король Віллем I заснував у Лейдені Державний музей природничої історії. У 1878 році з геологічної та мінералогічної колекції музею був створений Державний музей геології та мінералогії, проте вже за століття, 1984 року, музеї об'єдналися знову. Згодом була зведена нова будівля музею, яку 7 квітня 1998 року урочисто відкрила королева Беатрікс. Оновлений музей отримав назву Національного музею природничої історії «Натураліс». У 2004 році музей отримав нагороду «Музей року».
Зоологічний музей Амстердама був заснований у 1838 році. Національний гербарій, який мав відділення в Лейдені, Утрехті та Вагенінгені, створено ще раніше, у 1829 році, королівським наказом короля Віллема I.
28 січня 2010 року всі три музеї об'єдналися у Нідерландський центр біорізноманіття «Натураліс». Колекції музеїв з інших міст переїхали до Лейдена.

## Будівля

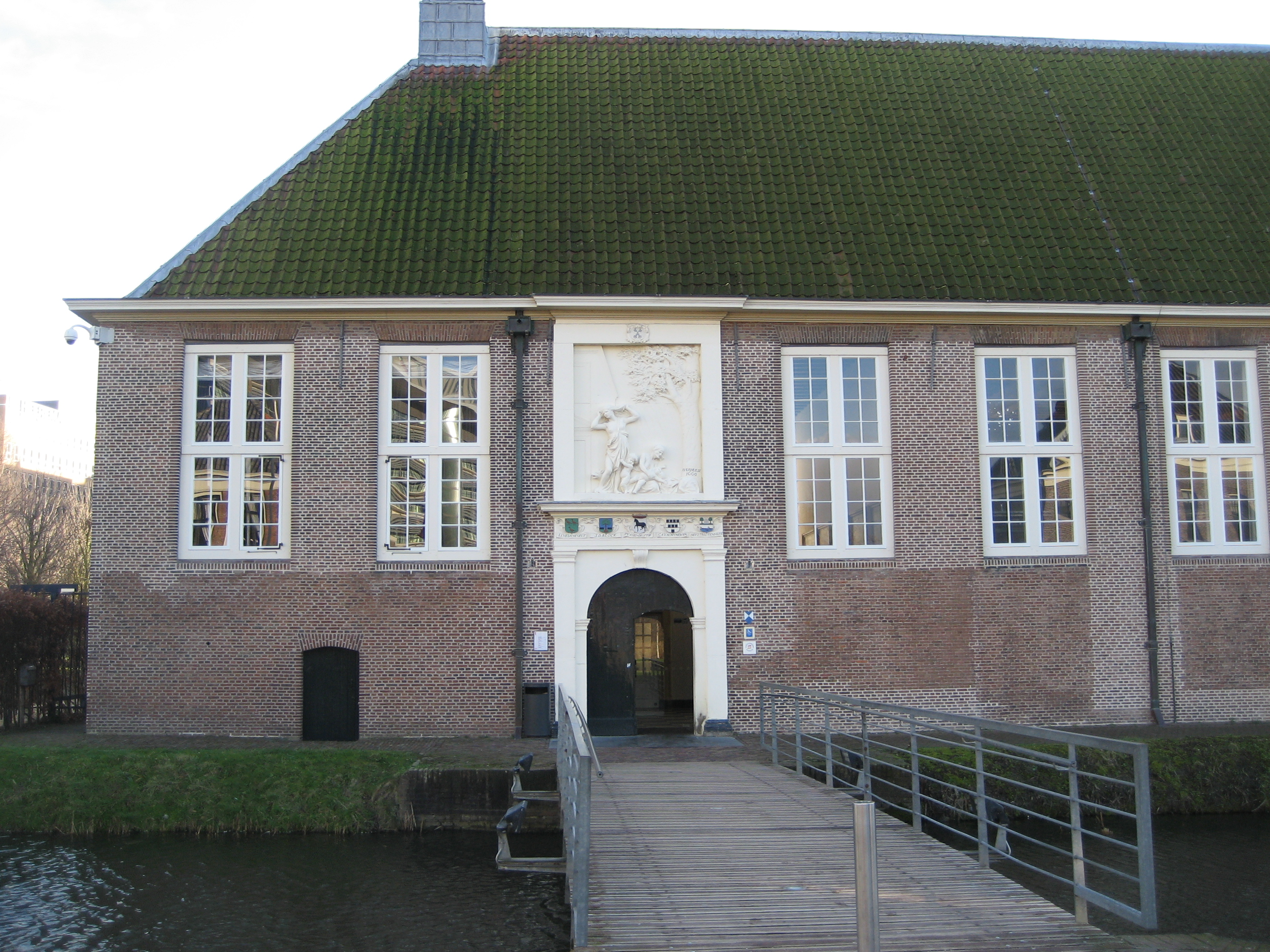
Чумний будинок (вхід до музею)

Найперший з музеїв, Державний музей природничої історії, був малодосяжний для звичайних відвідувачів, а іноді — зовсім зачинений: тогочасний директор музею, Конрад Якоб Темінк вважав, що музей має в першу чергу слугувати дослідницьким центром для студентів Лейденського університету. До 1913 року до музею можна було потрапити лише по неділях, а у 1913 році, після переїзду музею до нового приміщення, експонати для огляду виставлялися лише в одній кімнаті, зачиненій у 1950 році.
У 1986 році було вирішено, що музей має бути відкритим для усіх охочих, тому поблизу міського залізничного вокзалу почалося будівництво нової будівлі за проектом лейденського архітектора Фонса Верхейна. За вартістю будівництва — близько €60 млн. — новий музей на той час був другим після Державного музею Амстердама. Зведення будівлі завершилося у 1990 році, але сам музей відкрився для відвідувачів лише у 1998 році.
Будівля музею складається з двох поєднаних частин: шестиповерхової музейної частини, де розташовані виставкові зали, кінозал, бібліотека та кафе, та 62-метрової вежі, де зберігаються колекції, а також розташовані лабораторії та офіси.
На рівні другого поверху будівля музею поєднується 80-метровою критої галереєю з пам'яткою архітектури XVII століття, так званим Чумним будинком — шпиталем для хворих на чуму. У 1954–1984 роках в ньому містився Військовий музей, а з відкриттям оновленого музею «Натураліс» тут розташувалися квиткова каса музею, сувенірний та книжковий магазин, гардеробна і кафе. Також в окремому приміщенні знаходиться невелика, але багата на експонати виставка тваринного світу Нідерландів.
Однак, через розширення «Натураліса», у 2017 році планується будівництво нової, ще більшої будівлі. В проекті будівництва передбачається виокремлення Чумного будинку з системи музею та руйнування галереї.

## Колекція
До злиття із Зоологічним музеєм та Національним Гербарієм, у колекції «Натураліса» було більше ніж 10 млн зоологічних та геологічних експонатів:
- 5 250 000 зразків комах
- 2 290 000 зразків інших безхребетних
- 1 000 000 зразків хребетних
- 1 160 000 зразків скам'янілостей
- 440 000 зразків гірських порід і мінералів
- 2 000 зразків дорогоцінного каміння

Після злиття трьох музеїв, усі колекції зібралися в одному місці. Станом на 2012 рік колекція «Натураліса» нараховує близько 37 мільйонів експонатів і є у п'ятірці найбагатших музейних колекцій світу. Зокрема, в «Натуралісі» зберігаються:
- 18,1 млн комах
- 5,8 млн безхребетних тварин
- 1,9 млн хребетних тварин
- 3,2 млн скам'янілостей
- 800 тис. зразків гірських порід і мінералів
- 4,6 млн вищих рослин тощо.

Серед документів, що зберігаються в центрі «Натураліс»:
- 310 тис. фотографій, слайдів і негативів
- 91,5 тис. мікроплівок
- 57 тис. гравюр і малюнків
- 14 тис. журналів
- 13 тис. листівок

У 2010 році «Натураліс» отримав грант у €13 млн на оцифровування своєї колекції. Робота почалася вже наступного року і має бути завершена в середині 2015 року. Проект складається з двох частин: по-перше, близько семи мільйонів експонатів будуть оцифровані та внесені до спеціальної бази даних, доступної онлайн будь-кому, по-друге, буде створено інфраструктуру для постійного процесу оцифровування. Після 2015 року оцифровування нових надходжень буде частиною щоденної роботи музейних кураторів.

## Експозиція
У «Натуралісі» діють декілька постійних експозицій:
- «Театр природи» — тварини, рослини, гриби, одноклітинні організми, бактерії, гірські породи та мінерали. Найцікавішими експонатами є японський гігантський краб, гігантський восьминіг, пійманий у Північному морі, лист вікторії амазонської діаметром 2,5 метри та гігантський шмат графіту.
- «Первісний парад» — виставка скам'янілостей, яка показує розвиток життя на Землі. Серед експонатів — 18-метровий скелет камарозавра, череп пітекантропа, скелети мозазавра, мамонта і стегозавра, скам'яніле прадавнє дерево тощо. У 2016 році в музеї планується виставити скелет тиранозавра, знайдений у 2013 році експедицією від «Натураліса».
- «Земля» — геологічна будова Землі, атмосфера і клімат. Серед експонатів — гігантська модель земної кулі (діаметр — 4 метри), фульгурит, різноманітні інтерактивні екрани, що показують різні аспекти життя на Землі, зокрема, рух континентів.
- «Життя» — екологія, взаємодія усього живого на Землі, засоби виживання різних тварин та рослин.
- «Біотехнологія» — ДНК, будова людського тіла тощо.
- «Скарбниця» — колекція дорогоцінного каміння та шкір вимерлих тварин.
- «Земля зсередини» — виставка для дітей 4-10 років, де в інтерактивній ігровій формі відображаються різні природні аспекти.
- «Дослідження в дії» — виставка, присвячена науці в Нідерландах. Головними експонатами є скелет платеозавра, видобутий експедицією «Натураліса», кістки птаха додо та опудало бика Хермана — ікони біотехнологій, першої генетично модифікованої великої тварини.

### Галерея

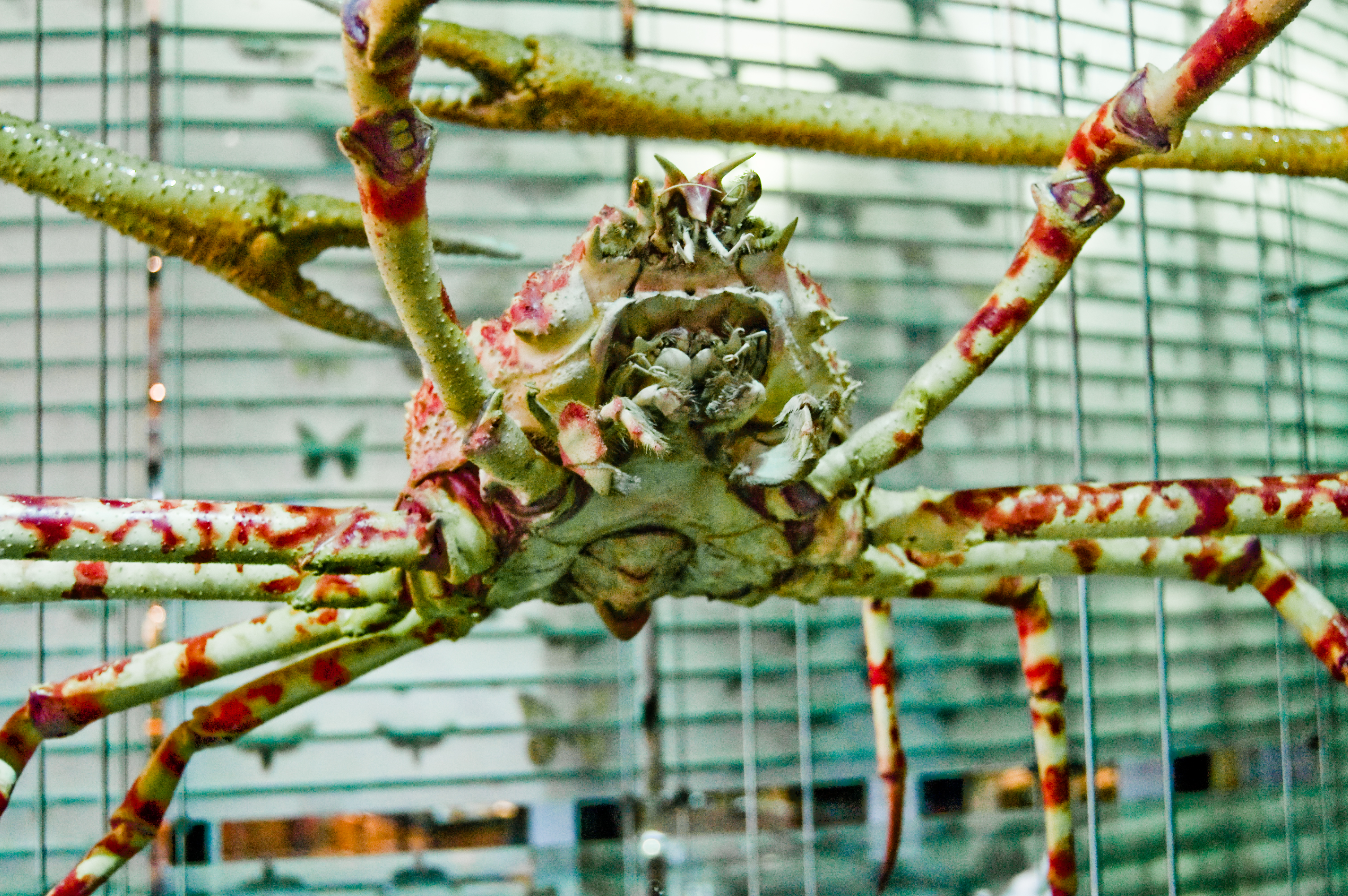
Японський гігантський краб
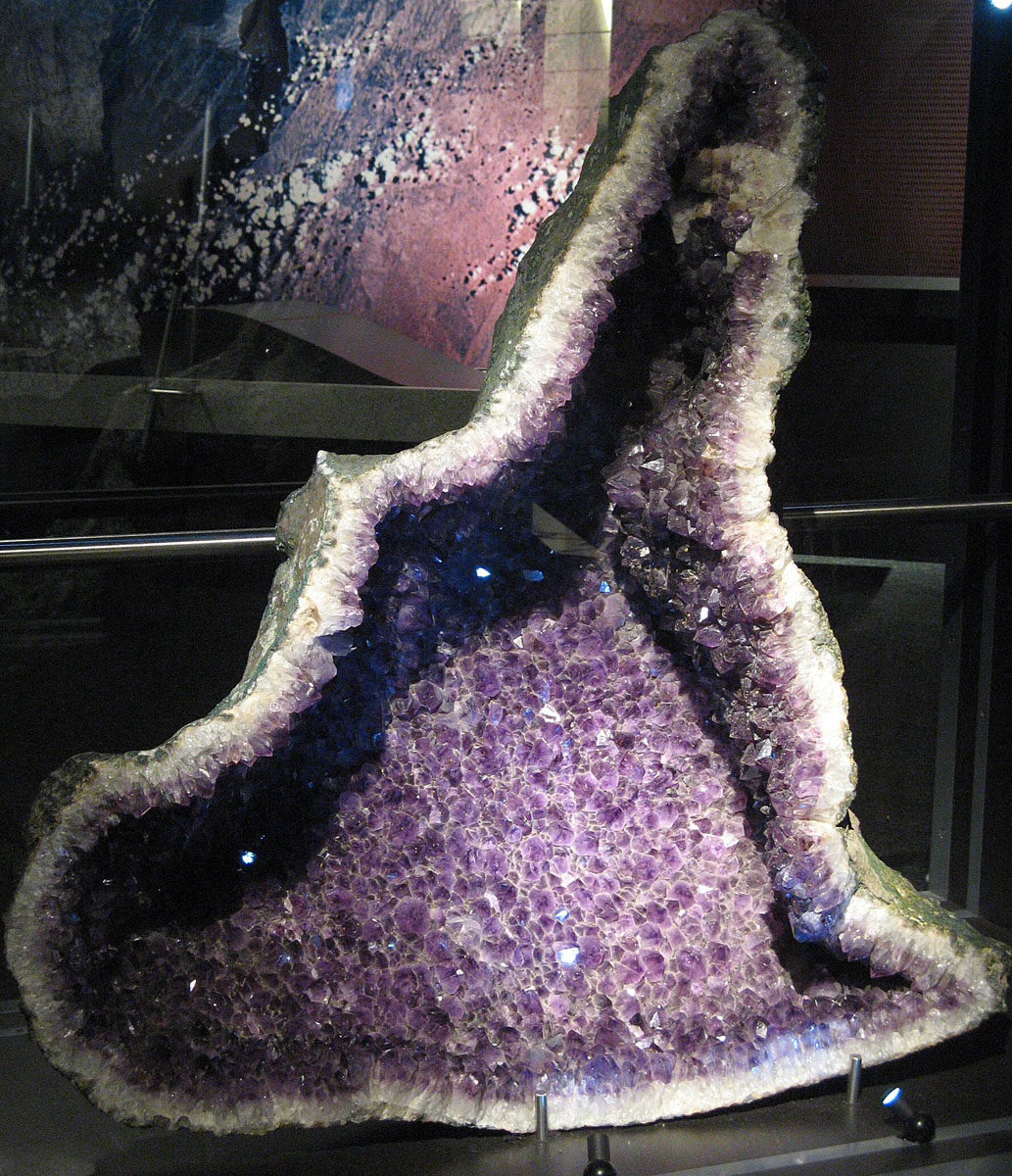
Друза аметиста
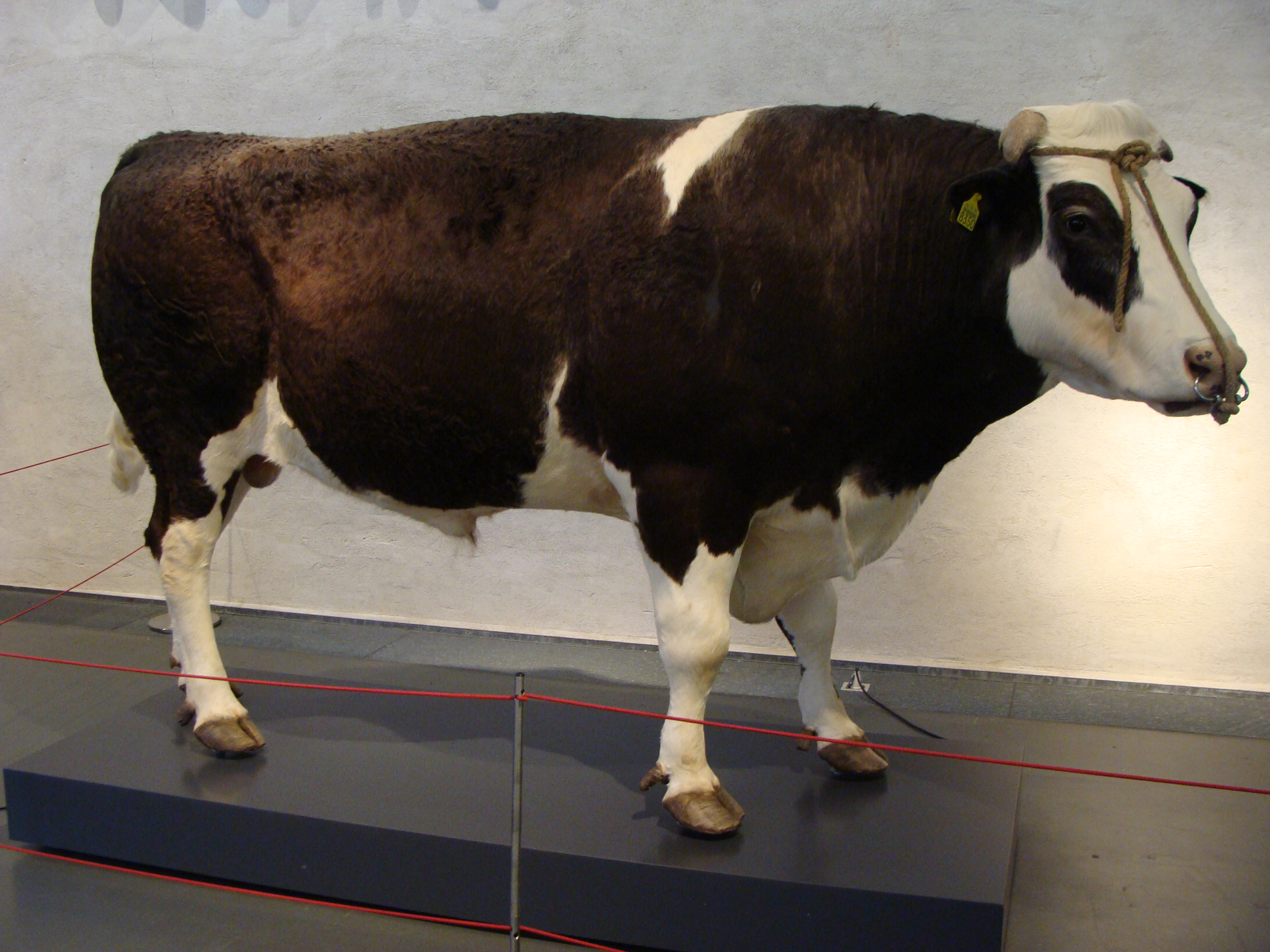
Бик Херман
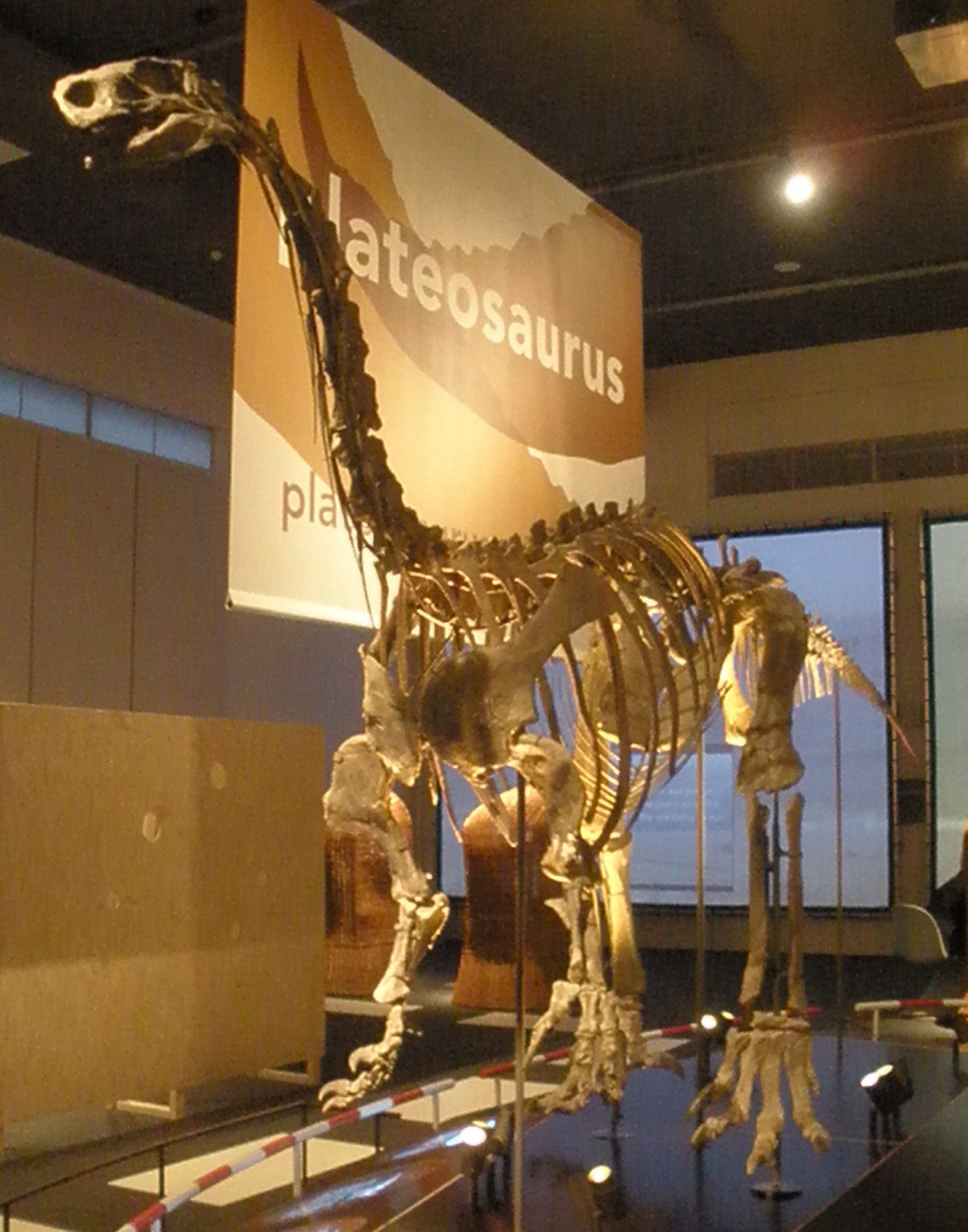
Платеозавр
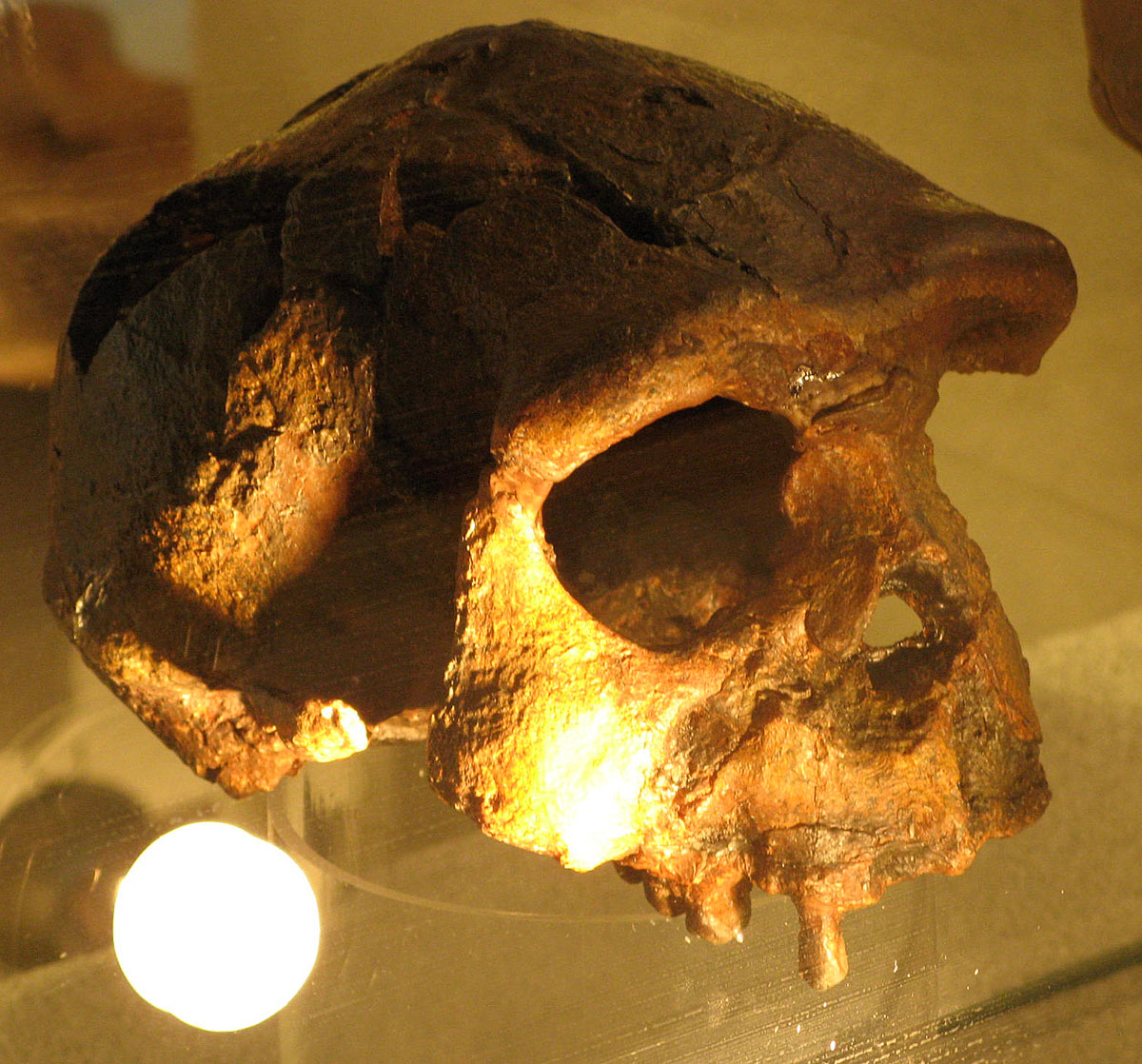
Череп Homo Erectus

## Наукова діяльність
Окрім виставкової діяльності «Натураліс» є великим дослідницьким центром. У 2012 році тут працювало близько сотні штатних дослідників та близько двох сотень позаштатних. Також центр підтримує розлогу мережу аматорських досліджень. Основними напрямами досліджень є зоологія, ботаніка та геологія. У 2012–2016 роках дослідження фокусуються на вивченні еволюційних процесів, взаємозалежності різних біологічних видів та динамічного біорізноманіття.
«Натураліс» тісно співпрацює з університетами Лейдена, Амстердама та Вагенінгена. Працівники центру також викладають або читають лекції у різних навчальних закладах.
У музеї проводяться численні екскурсії для школярів початкових та середніх шкіл.
Заклад публікує зоологічний науковий журнал «Contributions to Zoology».